# Кароліна Бетанкурт
Кароліна Бетанкурт (ісп. Carolina Betancourt; нар. 31 березня 1993) — колишня мексиканська тенісистка.
Найвищу одиночну позицію світового рейтингу — 561 місце досягла 2 березня 2015, парну — 402 місце — 14 вересня 2015 року.
Здобула 1 одиночний та 4 парні титули туру ITF.

## Фінали ITF
| турніри $25,000 |
| турніри $10,000 |

### Одиночний розряд (1–0)
| Результат | Ранг | Дата          | Турнір              | Покриття | Суперниця      | Рахунок  |
| --------- | ---- | ------------- | ------------------- | -------- | -------------- | -------- |
| Перемога  | 1.   | 8 червня 2014 | ITF Пачука, Мексика | Тверде   | Фернанда Бріто | 5–3 ret. |

### Парний розряд (4–5)
| Результат | Ранг | Дата             | Турнір                       | Покриття | Партнерка                   | Суперниці                                           | Рахунок           |
| --------- | ---- | ---------------- | ---------------------------- | -------- | --------------------------- | --------------------------------------------------- | ----------------- |
| Перемога  | 1.   | 13 червня 2011   | ITF Коацакоалькос, Мексика   | Тверде   | Хессіка Роланд-Pratt        | Явна Аллен Вітні Джонс                              | 6–1, 6–0          |
| Поразка   | 2.   | 5 серпня 2012    | ITF Рексем, Велика Британія  | Тверде   | Елізабет Фурньє             | Хіґуті Юка Хіроно Ватанабе                          | 0–6, 6–2, [8–10]  |
| Перемога  | 3.   | 12 травня 2013   | ITF Рамат-га-Шарон, Ізраїль  | Тверде   | Моллі Скотт                 | Ekaterina Tour Аліна Весель                         | 6–7, 6–4, [10–4]  |
| Перемога  | 4.   | 25 серпня 2013   | ITF Сан-Луїс-Потосі, Мексика | Тверде   | Каміла Фуентес              | Ана Софія Санчес Марсела Сакаріас                   | 6–2, 6–3          |
| Поразка   | 5.   | 2 листопада 2013 | ITF Кінтана-Роо, Мексика     | Тверде   | Каміла Фуентес              | Khristina Blajkevitch Бранді Міна                   | 6–7(2), 2–6       |
| Поразка   | 6.   | 6 липня 2014     | ITF Кінтана-Роо, Мексика     | Тверде   | Ана Паула Неффа де лос Ріос | Лорето Алонсо Мартінес Марія Фернанда Наварро Оліва | 4–6, 2–6          |
| Поразка   | 7.   | 25 жовтня 2014   | ITF Victoria, Мексика        | Тверде   | Ленка Вєнерова              | Патріція Марія Ціг Марія Фернанда Алвеш             | 1–6, 2–6          |
| Перемога  | 8.   | 6 червня 2015    | ITF Мансанільйо, Мексика     | Тверде   | Штеффі Каррузерс            | Торнадо Алісія Блек Даша Іванова                    | 6–3, 6–3          |
| Поразка   | 9.   | 28 червня 2015   | ITF Мансанільйо, Мексика     | Тверде   | Даніела Сегель              | Каміла Фуентес Зое Гвен Скандаліс                   | 3–6, 7–5, [10–12] |